# Сулонга (приток Уфтюги)
Сулонга — река в Архангельской и Вологодской областях России.
Протекает по территории Устьянского и Тарногского районов. Исток находится в районе Которского болота на юге Архангельской области. Основное течение — по Вологодской области. Впадает в реку Уфтюгу (приток Сухоны) в 60 км от её устья по правому берегу. В нижнем течении расположен посёлок Конторка. Длина реки составляет 73 км.

## Данные водного реестра
По данным государственного водного реестра России относится к Двинско-Печорскому бассейновому округу, водохозяйственный участок реки — Северная Двина от начала реки до впадения реки Вычегда, без рек Юг и Сухона (от истока до Кубенского гидроузла), речной подбассейн реки — Сухона. Речной бассейн реки — Северная Двина.
По данным геоинформационной системы водохозяйственного районирования территории РФ, подготовленной Федеральным агентством водных ресурсов:
- Код водного объекта в государственном водном реестре — 03020100312103000009104
- Код по гидрологической изученности (ГИ) — 103000910
- Код бассейна — 03.02.01.003
- Номер тома по ГИ — 03
- Выпуск по ГИ — 0